# Cameron Carter-Vickers
Cameron Robert Carter-Vickers (* 31. Dezember 1997 in Southend-on-Sea, England) ist ein englisch-US-amerikanischer Fußballspieler auf der Position eines Abwehrspielers, der zumeist als Innenverteidiger zum Einsatz kommt.
Seit 2021 steht er im Profiaufgebot von Celtic Glasgow mit Spielbetrieb in der Scottish Premiership, der höchsten schottischen Fußballliga. Neben der britischen besitzt Carter-Vickers auch die US-amerikanische Staatsbürgerschaft und debütierte 2017 für die A-Nationalmannschaft der Vereinigten Staaten.

## Vereinskarriere

### Karrierebeginn in Southend-on-Sea
Cameron Carter-Vickers wurde am 31. Dezember 1997 als Sohn des US-amerikanischen Basketballspielers Howard Carter und der aus Essex stammenden Engländerin Geraldine Vickers im Seebad Southend-on-Sea an der Ostküste des Vereinigten Königreichs geboren. Er wuchs mit seinen Geschwistern Kerwin und Kimberley bei seiner Mutter und Großmutter in Westcliff-on-Sea auf und besuchte unter anderem die Our Lady of Lourdes Primary School und die The Eastwood Academy in Leigh-on-Sea. Die Sommermonate verbrachte er zumeist mit seinem Vater im US-Bundesstaat Louisiana bzw. besuchte dieser die Familie in England. Zudem trat er vor seinem Wechsel in den Nachwuchsbereich von Tottenham Hotspur im Jahre 2009 auch für die Jugend von Catholic United in Erscheinung. Wie bereits sein Vater trat auch er anfangs als Basketballspieler in Erscheinung und feierte in seiner Kindheit und Jugend einige Erfolge; unter anderem auch mit der Schulmannschaft der Eastwood Academy. Seinem Schulteam verhalf er dabei zu zwei County-Meisterschaften und galt als einer der Stars der Mannschaft. Zudem war er auch als Leichtathlet im Einsatz, wobei er an drei nationalen Meisterschaften teilnahm und noch immer Schulrekorde im Hürdenlauf oder im Kugelstoßen hält.

### Im Nachwuchs von Tottenham Hotspur
Spätestens ab dem Jahre 2009 kam er in der Jugend des Premier-League-Klubs Tottenham Hotspur zum Einsatz. Laut abweichenden Berichten soll er dort bereits für die U-10-Mannschaft aufgelaufen sein. Nachgewiesen ist jedoch, dass er die dortigen Altersklassen rasch durchlief. Bereits als eigentlicher U-14-Spieler brachte er es zu regelmäßigen Einsätzen in der U-16-Mannschaft der Akademie. Als die Zeit kam, dass sich die gleichaltrigen Mitspieler für die U-16-Mannschaft qualifizierten, stieg Carter-Vickers bereits in den U-18-Kader auf, wo er unter anderem an der Seite des zu dieser Zeit ebenfalls 15-jährigen Christian Maghoma spielte. Bereits in diesem Alter war er für seine Größe, Stärke und Schnelligkeit bekannt. Anfangs noch als Stürmer im Einsatz wechselte er als U-13-Spieler endgültig in die Defensive und kam ab dieser Zeit vorwiegend als Innenverteidiger zum Einsatz. Nach einiger Zeit in der U-18-Akademiemannschaft stieg der Rechtsfuß, der auf diversen Abwehrposition zum Einsatz kommen kann, zur U-21-Mannschaft der Spurs auf.
2014/15 brachte er es auf zehn von 22 möglich gewesenen Einsätzen in der U-21-Premier-League und wurde in der nachfolgenden Spielzeit 2015/16 bereits in 13 Ligapartien eingesetzt, wobei er einen Treffer beisteuerte. Während die Spurs die Saison 2014/15 auf dem neunten Platz beendeten, belegte das U-21-Team 2015/16 den achten Tabellenplatz im Endklassement. Für das letzte Gruppenspiel der UEFA Europa League 2015/16 holte ihn Mauricio Pochettino erstmals für ein Pflichtspiel in den Kader der Profimannschaft. Beim 4:1-Sieg über die AS Monaco saß Carter-Vickers uneingesetzt auf der Ersatzbank und tat dies auch im Sechzehntelfinalrückspiel gegen den AC Florenz und in den beiden Achtelfinalniederlagen gegen Borussia Dortmund. Im weiteren Saisonverlauf wurde er von Pochettino in keinem weiteren Pflichtspiel berücksichtigt.

### Debüt im Profifußball und Zeit als Leihspieler
Ab der Saison 2016/17 kam der US-Amerikaner in der nunmehrigen Premier League 2 für die U-23-Mannschaft zum Einsatz. Nachdem er in der Saisonvorbereitung beim International Champions Cup in Australien überzeugen konnte, gehörte Carter-Vickers bereits ab dem ersten Saisonspiel Premier League 2016/17 zum Profiaufgebot, für das er im Laufe der Spielzeit in 16 Ligapartien uneingesetzt auf der Ersatzbank saß. Auch in den ersten vier Begegnungen seiner Mannschaft in der UEFA Champions League 2016/17 saß er ohne Einsatz auf der Bank. Zu seinem Pflichtspieldebüt für die Profis brachte er es allerdings am 21. September 2016, als er im Drittrundenspiel des EFL Cups 2016/17 gegen den FC Gillingham 90 Minuten als Innenverteidiger durchspielte. In der rund einen Monat später stattfindenden Achtelfinalpartie gegen den FC Liverpool, die in einer 1:2-Niederlage der Spurs endete, war er abermals als Stammkraft im Einsatz. Hinzu kamen im Januar 2017 auch noch zwei Einsätze im FA Cup 2016/17, aus dem die Mannschaft erst im Halbfinale schied.
Nachdem er für die Spurs noch in die Premier League 2017/18 gestartet war und dabei auf der Ersatzbank saß, wurde er nur wenige Tage später bis zum Saisonende an den englischen Zweitligisten Sheffield United verliehen. Die ersten zwei Ligapartien nach der Verpflichtung noch auf der Ersatzbank, debütierte Carter-Vickers am 12. September 2017 bei einem 1:0-Auswärtssieg über die Bolton Wanderers in der Football League Championship. Chris Wilder setzte ihn dabei von Beginn an und über die volle Spieldauer ein, wobei er in der 33. Minute den spielentscheidenden Treffer zum 1:0 erzielte. Danach gehörte er bis Mitte Januar 2018 mit wenigen Ausnahmen zum Stammaufgebot in der Defensive der Blades und kam bis zu diesem Zeitpunkt auf 17 Ligaeinsätze, ein Tor und zwei Assists; hinzu kam auch noch ein Einsatz im FA Cup 2017/18. Am 15. Januar holte ihn Tottenham Hotspur wieder vorzeitig zurück, um ihn nur wenige Tage später bis zum Saisonende an den ebenfalls in der Zweitklassigkeit auftretenden Klub Ipswich Town zu verleihen. Hier konnte er sich ebenfalls rasch als Stammspieler in der Innenverteidigung etablieren und kam mit Ausnahme von zwei Partien in allen Ligaspielen bis zur 46. und damit letzten Meisterschaftsrunde zum Einsatz. Im Endklassement belegte Ipswich Town den zwölften Platz und somit einen Rang im Tabellenmittelfeld. Zum Saisonende kehrte Carter-Vickers im Mai 2018 wieder zu Tottenham Hotspur, die in der Zwischenzeit mit 23 Punkten Rückstand auf Manchester City und vier Punkten Rückstand auf Manchester United Dritter geworden waren, zurück.

## Nationalmannschaftskarriere
Im Sommer 2014 nahm Carter-Vickers mit einer Akademieauswahl am IMG Cup in Bradenton im US-Bundesstaat Florida teil, wo er mit seiner Mannschaft die U-17-Auswahl der Vereinigten Staaten mit 5:3 besiegte. Hierbei wurden die Verantwortlichen der United States Soccer Federation auf den damals 16-Jährigen aufmerksam und lotsten ihn, da er sowohl im Besitz des Staatsangehörigkeit des Vereinigten Königreichs, als auch der der Vereinigten Staaten war, zu den US-amerikanischen Fußballnationalauswahlen. Noch im gleichen Jahr debütierte er in der US-amerikanischen U-18-Nationalmannschaft. Im August 2014 kam er so in drei U-18-Länderspielen zum Einsatz und wurde danach nicht mehr für diese Nationalauswahl berücksichtigt. Stattdessen debütierte der damals 16-Jährige noch im selben Jahr für die U-23-Auswahl der Vereinigten Staaten, in die er Anfang Oktober berufen wurde. Bei der 0:3-Niederlage gegen Brasiliens U-23 am 14. Oktober 2014 kam er von Beginn an zum Einsatz und wurde ab der 61. Spielminute durch Matt Miazga ersetzt.
Im nachfolgenden Jahr 2015 debütierte er auch für die U-20-Nationalelf der Vereinigten Staaten und wurde ein Stammspieler dieser Auswahl. Neben diversen Einsätzen in freundschaftlichen Länderspielen absolvierte er in diesem Jahr auch alle sechs Spiele seiner Mannschaft bei der CONCACAF U-20-Meisterschaft des Jahres 2015, bei der die US-Amerikaner den dritten Platz belegten. Dadurch qualifizierten sich die Vereinigten Staaten für die zwischen Mai und Juni ausgetragene U-20-Weltmeisterschaft in Neuseeland. Der zu diesem Zeitpunkt 17-Jährige wurde von Trainer Tab Ramos in die 21-köpfige Spielerauswahl geholt, die an dieser Endrunde im Sommer teilnahm und war damit der jüngste Spieler der US-Amerikaner. Im Laufe des Turniers nahm er an allen Partien seiner Mannschaft teil und schied mit dieser im Elfmeterschießen des Viertelfinales gegen die Alterskollegen aus Serbien aus. An den im September des gleichen Jahres stattfindenden Stevan-„Ćele“-Vilotić-Gedächtnisturnier in Serbien und einen Monat später am Vier-Nationen-Turnier in Deutschland wurde Carter-Vickers nicht von Tab Ramos und dem ihm nachfolgenden Omid Namazi berücksichtigt.
Stattdessen bestritt er in dieser Zeit unter Andreas Herzog wieder einige U-23-Länderspiele, unter anderem beim Qualifikationsturnier zum Fußballturnier der Olympischen Sommerspiele 2016. Die Qualifikation wurde unter Herzog jedoch nicht geschafft; als Drittplatzierter hinter Mexiko (Erster) und Honduras (Zweiter) nahmen die US-Amerikaner im März 2016 an den Qualifikations-Play-offs gegen den CONMEBOL-Vertreter Kolumbien teil, scheiterten in diesen und nahmen nach 2012 zum wiederholten Male nicht am Fußballturnier der Olympischen Sommerspiele teil. Nachdem im September 2016 bereits der englische Fußballverband sein Interesse an dem jungen Defensivakteur bekundet hatte, versuchte der US-Verband spätestens ab diesem Zeitpunkten Carter-Vickers davon zu überzeugen in Zukunft für die A-Nationalmannschaft der Vereinigten Staaten aufzulaufen. Am 6. November 2016 erfolgte daraufhin von Nationaltrainer Jürgen Klinsmann die erste Einberufung ins US-amerikanische A-Nationalteam. Zu einem Einsatz für die Mannschaft kam es in diesem Jahr jedoch noch nicht. Mit der U-20-Mannschaft nahm er jedoch im Oktober unter Tab Ramos an einem Vier-Nationen-Turnier in Manchester teil. Gegen Ende des Jahres wurde er vom US-Verband für die Auszeichnung zum Young Male Player of the Year nominiert; unterlag dabei jedoch gegen Christian Pulisic.
Im darauffolgenden Jahr wurde Carter-Vickers wieder vermehrt im U-20-Kader eingesetzt. Obgleich nicht in der Mannschaft, die sich durch den Sieg der CONCACAF U-20-Meisterschaft des Jahres 2017 für die U-20-Weltmeisterschaft des gleichen Jahres qualifizierte, war er unter Trainer Tab Ramos Teil des 23-Mann-Kaders, der zwischen Mai und Juni 2017 an der WM-Endrunde in Südkorea teilnahm. Im Viertelfinale gegen Venezuela endete für die US-Amerikaner diese U-20-Weltmeisterschaft. Fast exakt ein Jahr nach seiner erstmaligen Einberufung in das A-Nationalteam holte ihn der nunmehrige Nationaltrainer Dave Sarachan für ein freundschaftliches Länderspiel gegen Portugal in die Mannschaft. Beim anschließenden 1:1-Remis am 14. November 2017 debütierte Carter-Vickers für die A-Nationalmannschaft der Vereinigten Staaten und war in dem durchwegs verjüngten Kader neben Tyler Adams und Weston McKennie einer von drei US-amerikanischen Debütanten an diesem Abend.
Während er das erste Länderspiel des Jahres 2018 gegen Bosnien und Herzegowina verpasste, war er im März 2018 Mitglied einer jungen 22-köpfigen Auswahl, die sich auf ein freundschaftliches Länderspiel gegen Paraguay vorbereitete. In weiterer Folge spielte er gegen die Südamerikaner über die vollen 90 Minuten durch und kam anschließend im Mai und Juni 2018 in drei weiteren freundschaftlichen Länderspielen zum Einsatz. Bis dato (Stand: 24. Juni 2018) war er somit in fünf A-Länderspielen der Vereinigten Staaten zum Einsatz gekommen.

## Erfolge
mit Celtic Glasgow:
- Schottischer Meister: 2022, 2023, 2024, 2025
- Schottischer Pokalsieger: 2023, 2024
- Schottischer Ligapokal: 2022, 2023, 2025